# Liskwartier
Het Liskwartier is een wijk in het noorden van Rotterdam met zo'n 7500 inwoners en maakt deel uit van het stadsdeel Rotterdam-Noord. De wijk kreeg zijn naam van het Lischwater, waarvan nu nog slechts een vijver resteert bij het Lisplein.
De straten, lanen en singels zijn vaak gebogen omdat zij de oorspronkelijke sloten volgen. Met de bebouwing van het Liskwartier is begonnen kort nadat in 1903 een grenswijziging met de gemeente Hillegersberg tot stand was gekomen. De wijk wordt begrensd door de Bergweg, het Noorderkanaal en het viaduct van de Hofpleinlijn.
De Schiebroekselaan, de Rodenrijselaan en de Bergselaan werden na 1906 aangelegd en de wijk was rond 1940 gereed. Er stonden oorspronkelijk twee ziekenhuizen, het Eudokia ziekenhuis en verderop op de Bergweg het Bergwegziekenhuis. Beide fuseerden tot het IJsselland Ziekenhuis verlieten het Liskwartier. De gebouwen zijn gesloopt.
Midden in de wijk ligt op de hoek van de Bergsingel en de Bergselaan de in 1913 door architect Tjeerd Kuipers ontworpen Bergsingelkerk. In 1915 werd het gebouw in gebruik genomen en het kreeg in het jaar 2000 de status van gemeentelijk monument. Tegenover de kerk, aan de andere zijde van de Bergsingel, staat een gebouw waarin sinds 2003 de Islamitische Universiteit Rotterdam is gevestigd.